# رودولفو بتینوتی
رودولفو بتینوتی (انگلیسی: Rodolfo Betinotti؛ زادهٔ ۷ اکتبر ۱۹۳۲) بازیکن فوتبال اهل آرژانتین است.
وی همچنین در تیم ملی فوتبال آرژانتین بازی کرده‌است.